# 法蘭西斯·羅倫斯
法蘭西斯·羅倫斯（英語：Francis Lawrence，1971年3月26日—），奧地利裔美國男導演和製片人，知名於電影《康斯坦汀：驅魔神探》（2005年）、《我是傳奇》（2007年）、《大象的眼淚》（2011年）與《飢餓遊戲：星火燎原》（2013年）。除了電影和電視劇外，亦常執導MV。

## 作品列表

### 電影
- 1993：《跨越時間（英语：Marching Out of Time）》-助理導演
- 2005：《康斯坦汀：驅魔神探》-導演
- 2007：《我是傳奇》-導演
- 2011：《大象的眼淚》-導演
- 2013：《飢餓遊戲：星火燎原》-導演
- 2014：《飢餓遊戲：自由幻夢 PART I》-導演
- 2015：《飢餓遊戲：自由幻夢 終結戰》-導演
- 2018：《紅雀》-導演
- 2022：《祕語夢境》-導演和監製
- 2023：《飢餓遊戲：鳴鳥與游蛇之歌》-導演和監製片[2][3]
- 2025：《大競走（英语：The Long Walk (2025 film)）》-導演和監製[4]

### 電視
- 2009：《王儲之路（英语：Kings (American TV series)）》-導演和執行製片人
- 2012：《Gotham》-導演（電視電影）
- 2012–2013：《触摸未来》-導演和執行製片人
- 2019–2022：《末日光明》-導演和執行製片人
- 2022–2024《毒蛇王》-執行製片人
- 2025：《戰酋（英语：Chief of War）》-執行製片人

## 外部連結
- 法蘭西斯·羅倫斯在互联网电影资料库（IMDb）上的資料（英文）
- Francis Lawrence （页面存档备份，存于） at the mvdbase.com
- Biografie of Francis Lawrence （页面存档备份，存于） at The New York Times